# Psi2 Draconis
Psi2 Draconis (ψ² Draconis) är en vit jättestjärna i stjärnbilden Draken.
Den befinner sig på 723,2 ljusårs (221 parsec) avstånd från Jorden och kan ses med blotta ögat på norra stjärnhimlen, med en skenbar magnitud på 5,43.

## Egenskaper

### Spektralklass F2III

#### F2
Psi2 Draconis är av spektraltyp/-klass F2III, där "F2" innebär att den är vit och har en fotosfär-temperatur på omkring 6 900 K. Den är så något svalare än den tidigare A-klassen men varmare än vår sol som är av spektralklass G2V.
Hos stjärnor av spektralklass F syns inte lika starka väte-linjer som hos A-klassen och det har istället börjat synas mer absorptionslinjer från de mindre metallerna.

#### III
Psi2 Draconis avger ca 530 gånger mer energi än solen från dess fotosfär. Beteckningen "III" anger att luminositeten, ljusstyrkan, är betydligt större än hos en huvudseriestjärna med samma temperatur. Ju högre siffra desto lägre luminositet, och "V" motsvarar ljusstyrkan hos huvudseriestjärnor, den vanligaste gruppen stjärnor i sin spektralklass.
Detta innebär att Psi2 Draconis också är betydligt större än de flesta och den är klassificerad som en jättestjärna. Den beräknas ha en massa som är omkring dubbelt så stor som solens massa och en radie som är ca 17 gånger solens.